# 提督の館
『提督の館』（ていとくのやかた、英: Forever and a Day）は、1943年に公開されたアメリカ合衆国の映画。セドリック・ハードウィックによって企画され、戦争救援慈善団体に利益をもたらすことを目的として制作されたプロパガンダ作品である。ルネ・クレールやフランク・ロイド、エドマンド・グールディングなど7人が共同で監督を務めたオムニバス作品で、当時の著名な俳優や女優が多数出演したオールスター映画でもある。
日本では劇場未公開だが、1964年6月8日にテレビ初放映された。

## ストーリー
第二次世界大戦中、アメリカで暮らすゲイツは先祖代々が所有する家を売却するためロンドンにいた。
借家人のレスリーはゲイツに売却を思いとどまらせようと、その場所の140年の歴史など家に伝わる昔話を話す。

## キャスト
- ゲイツ・トリンブル・ポンフレット: ケント・スミス（英語版）（吹替: 城達也）
- レスリー・トリンブル: ルース・ウォリック（英語版）（吹替: 公卿圭子）
- ホテル副支配人: レジナルド・ガーディナー（吹替：小池明義）
- ホテルのドアマン: ヴィクター・マクラグレン
- 防空壕の少女: ジューン・ロックハート
- ダブ氏: セドリック・ハードウィック
- 防空壕の牧師: ハーバート・マーシャル
- ユースタス・トリンブル提督: C・オーブリー・スミス
- スタッブス: エドマンド・グウェン
- ウィリアム・トリンブル中尉: レイ・ミランド
- ルーシー・トリンブル: メイ・ウィッティ
- コブルウィック: ジーン・ロックハート
- スーザン・トレンチャード: アンナ・ニーグル
- アンブローズ・ポンフレット: クロード・レインズ
- 執事ベラミー: チャールズ・ロートン
- コーネリア・トリンブル: アンナ・リー
- 配管工: バスター・キートン
- ディナーのゲスト: セシル・ケラウェイ
- レディ・トリンブル＝ポンフレット: イソベル・エルソム
- メイドのジェニー: アイダ・ルピノ
- 執事チャールズ: エリック・ブロア
- マージョリー・イズメイ: マール・オベロン
- フルチャー夫人: エミリー・フィッツロイ
- キャロライン・イズメイ夫人: ウナ・オコナー
- ブッチャー氏: リチャード・ヘイデン
- ガロウ少佐: ナイジェル・ブルース
- メイドのマミー: エルザ・ランチェスター
- バリンジャー夫人: グラディス・クーパー
- ネッド・トリンブル: ロバート・カミングス
- マーティン: ドナルド・クリスプ

※日本語吹替: テレビ版・初回放送1964年6月8日『テレビ名画座』

## スタッフ
監督・製作
- ルネ・クレール
- フランク・ロイド
- エドマンド・グールディング
- セドリック・ハードウィック
- ヴィクター・サヴィル
- ロバート・スティーブンソン
- ハーバート・ウィルコックス

脚本
- チャールズ・ベネット
- アラン・キャンベル
- ノーマン・コーウィン
- セシル・スコット・フォレスター
- ピーター・ゴッドフリー
- ジャック・ハートフィールド
- ローレンス・ハザード
- シグ・ハージグ
- ジェームズ・ヒルトン
- マイケル・ホーガン
- クリストファー・イシャーウッド
- エメット・ラヴェリー
- W・P・リップスコーム
- ジーン・ロックハート
- フレデリック・ロンズデール
- アリス・デュアーミラー
- ロバート・C・シェリフ
- ドナルド・オグデン・スチュワート
- ジョン・ヴァン・ドルーテン
- クローディン・ウェスト
- キース・ウィンター
- アルフレッド・ヒッチコック（ノンクレジット）

- 撮影: リー・ガームス（英語版）、ラッセル・メティ、ニック・ムスラカ
- 編集: ジョージ・クロン（英語版）、エルモ・ウィリアムズ
- 音楽監督: アンソニー・コリンズ